# سانتا ماريا ديل إنفايرنو
بلدية سانتا ماريا ديل إنفايرنو (بالإسبانية: Santa María del Invierno)‏, هي إحدى بلديات مقاطعة برغش, التي تقع في منطقة قشتالة وليون, والتي تقع في شمال غرب إسبانيا.
يبلغ عدد سكانها 68 نسمة وفقاً لإحصائية سنة (2002).